# La niebla y la doncella (película)
La niebla y la doncella es una película rodada en La Gomeradel año 2017, dirigida por Andrés M. Koppel y protagonizada por Quim Gutiérrez y Verónica Echegui basada en la novela homónima de Lorenzo Silva.

## Argumento
No siempre las cosas son como parecen y a menudo, lo obvio no resulta ser lo real. Al sargento Bevilacqua, de la Guardia Civil, le encomiendan la tarea de investigar la muerte de un joven en la isla canaria de La Gomera. Todo apuntaba a Juan Luis Gómez Padilla, político de renombre en la isla, al que un tribunal popular absolvió a pesar de la aparente evidencia de las primeras pesquisas. El sargento y su inseparable cabo Chamorro intentarán esclarecer este embrollado caso, con presiones políticas y con la dificultad añadida de intentar no levantar suspicacias al reabrir un caso que sus compañeros daban por cerrado.

## Reparto
- Quim Gutiérrez: Rubén Bevilacqua
- Verónica Echegui: Ruth Anglada
- Aura Garrido: Virginia Chamorro
- Roberto Álamo: Teniente Nava
- Marian Álvarez: Carmen
- Paola Bontempi: Julia
- Sanny van Heteren: Margarethe von Amsberg
- Isak Férriz: Guzmán
- Cristóbal Pinto: Siso
- Santi López: Berto
- Quique Medina: Valbuena
- Beneharo Hernández: Machaquito
- Jorge Kent: Udo
- Elena Di Felice Benito: Lola
- Fernando Navas: Juan Luis Gómez Padilla
- Adrián Galván: Yerai
- Oda-mae Santana Rodríguez: Yumara

## Premios
- 2017: Festival de Málaga Sección Oficial Largometrajes a Concurso